# 斯圖爾特號驅逐艦 (DD-13)
斯圖爾特號驅逐艦（舷號DD-13）是一艘隸屬於美國海軍的驅逐艦，為班布里奇級驅逐艦的13號艦。她是美軍第一艘以斯圖爾特為名的軍艦，以紀念第一次巴巴里戰爭時期的海軍少將查理斯·斯圖爾特（Charles Stewart）。
斯圖爾特號在1899年於紐約燃氣輪機及發電公司（Gas Engine and Power Company）的船塢開始建造，在1901年下水，於1902年服役。接著斯圖爾特號留在大西洋執勤。美國參與第一次世界大戰後，斯圖爾特號曾前往亞速爾群島及法國海域，護航協約國商船，並曾與德國潛艇交戰。戰後斯圖爾特號在1919年退役除籍，並在1920年出售拆解。